# Мартинківська ГЕС
Мартинківська ГЕС — мала ГЕС встановленою потужністю 0,5 МВт у селі Мартинківці Хмельницької області на річці Збруч.

## Історія
Побудована у 1953 році. Відновила діяльність у 2013 році.